# صقر آمور

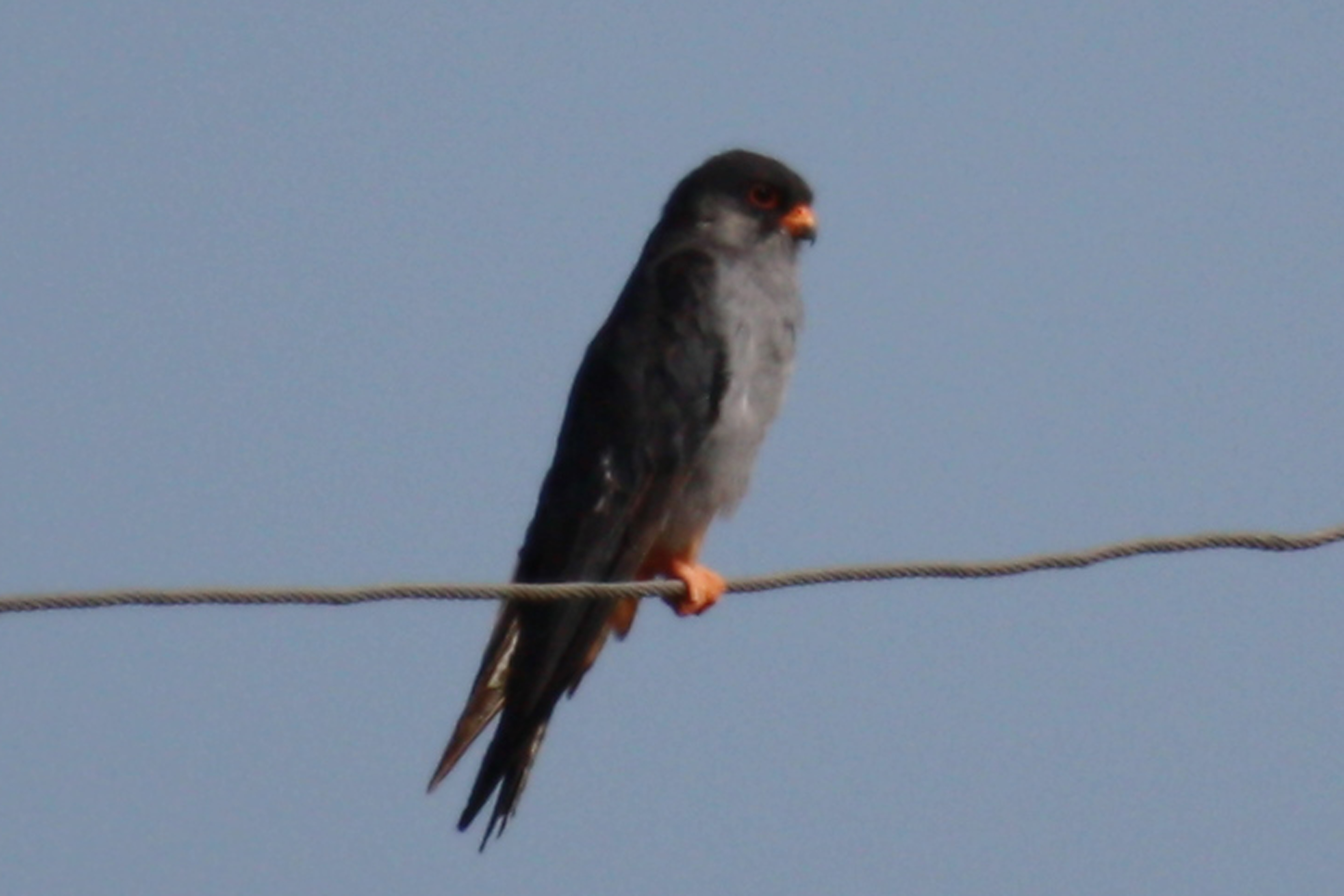

صقر آمور (الاسم العلمي: Falco eleonorae) (بالإنجليزية: Amur Falcon)‏ ويسمى أيضا صقر أحمر القدم الشرقي (بالإنجليزية: Eastern Red-footed Falcon)‏، هو طائر جارح صغير ينتمي إلى الفصيلة الصقرية (فصيلة: Falconidae)، يتكاثر في جنوب شرق سيبيريا وشمال الصين ويقضي الشتاء في أفريقيا الجنوبية ونظامه الغذائي يعتمد على الحشرات والنمل الأبيض.